# 1961年の映画
1961年の映画（1961ねんのえいが）では、1961年（昭和36年）の映画分野の動向についてまとめる。
1960年の映画 - 1961年の映画 - 1962年の映画

## 出来事

### 世界
- 米国、『ウエスト・サイド物語』のようなヒット作はあるが、映画興行の不振が続く[1]。
- 3月11日 - 第8回アジア映画祭がフィリピンのマニラで開幕[2]。
- 4月 - ローマ東宝駐在員事務所開設[3]。
- 5月17日 - フランス、アンリ・コルピ監督『かくも長き不在』公開[1][4]。
- 6月16日 - 東映ニュース、仏・ビシー国際ニュース映画祭で金賞を受賞[5]。
- 7月9日 - 第2回モスクワ映画祭で新藤兼人監督『裸の島』（近代映協）がグランプリ受賞[6][2]。
- 7月21日 - 長編漫画映画『西遊記』（監督：藪下泰司、手塚治虫）、第12回ベニス国際児童映画祭でグランプリ（サンマルコ獅子賞）を受賞[7]。
- 8月24日 - 第22回ベニス国際映画祭で黒澤明監督『用心棒』に主演の三船敏郎が男優賞を受賞[8][注 1]。
- 9月1日 - 東映、外国部出張所をニューヨークとローマに開設[5]。
- 9月6日 - フランス、ジャン＝リュック・ゴダール監督『女は女である』公開[1][10]。
- 9月29日 - フランス、アラン・レネ監督『去年マリエンバートで』公開[11][1][矛盾 ⇔ 去年マリエンバートで]。
- 10月18日 - 米国、『ウエスト・サイド物語』（監督:ロバート・ワイズ、ジェローム・ロビンズ）公開[12]、ヒット[1]。
- 11月15日 - 女優高峰秀子が第5回サンフランシスコ映画祭で主演女優賞を受賞[8]。
- 11月22日 - イタリア、ピエル・パオロ・パゾリーニ監督『アッカトーネ』で監督デビュー[1][13][注 2]。

### 日本
- 1月
  - 1月1日
    - 日本劇場の大改装が終わり、リニューアル・オープン[14]。
    - 東京・渋谷東映劇場で大晦日徹夜興行を実施、大盛況[5]。

  - 1月3日 - 『家光と彦左と一心太助』 / 『新吾二十番勝負』公開、ヒット[5]。
  - 1月9日 - 第3回東宝映画祭（ホノルル・ロサンゼルス・サンパウロ・リマ）に出席するために、清水雅社長・宝田明・草笛光子が出国[14]。
  - 1月15日 - 松山善三監督デビュー作『名もなく貧しく美しく』が公開されヒット[14]。
  - 1月16日 - 喜劇俳優古川緑波（57歳）死去[14][15]。
  - 1月24日 - スキー場で石原裕次郎が右足複雑骨折し入院[16]。半年間の戦線離脱のため、次回作『激流に生きる男』の主役を赤木圭一郎に変更[17]。
- 2月
  - 2月3日 - 東映、第二東映をニュー東映に改称、独立した営業体制に転換[5][9][18]。2月20日、第二東映をニュー東映に商号変更[5]。
  - 2月14日 - 日活のスター赤木圭一郎が撮影所内でゴーカート事故[17]。2月21日、赤木は21歳で夭逝（）した[6][9][14]。
  - 2月21日 - 映画産業団体連合会（映団連）のなかに入場税撤廃運動本部が設置される[14]。
  - 2月25日 - 浅草・新宿・渋谷・丸の内の4東映劇場、特別席を設定[5]。
- 3月
  - 3月7日 - 宮城県鳴子町の鳴子劇場全焼、映写技師2人死亡[3]。
  - 3月28日 - 東映、創立10周年記念映画『赤穂浪士』（松田定次監督）公開[19]、ヒット[5]。
- 4月
  - 4月1日 - 東北新社設立[3]。
  - 4月26日 - 東映とニュー東映の2系統で、全プログラム2本立ての配給を開始[2]。ニュー東映は、現代劇をメインに新作2本立の製作配給[5]。
  - 4月28日 - 大阪・梅田ニュース劇場が北野シネマに名称変更し、一般の映画館としてリニューアル・オープン[2]。
- 5月
  - 5月4日 - 永田雅一・大映社長が仏芸術文化勲章受章[3]。
  - 5月8日 - 東映、創立10周年記念祝賀パーティーを東京・椿山荘で開催[5]。祝賀パーティーは、6月9日、東映京都撮影所でも行われた[5]。
  - 5月27日 - 東映、シリーズ5部作の第1作目にあたる『宮本武蔵』（内田吐夢監督）が公開され、大ヒット[19]。
  - 5月31日 - 新東宝、映画製作中止[9][2]。
- 6月
  - 6月19日 - 新東宝、日本映画製作者連盟（映連）を正式に脱退、映画産業団体連合会（映団連）も自動的に離脱[3]。
- 7月
  - チャールズ・チャップリン、〔4度目の〕来日[20]。
  - ヘラルド映画がニッポンシネマコーポレーションと合併し、日本ヘラルド映画が発足した[21][注 3]。
  - 六社協定、新東宝が退会したため、五社協定に戻る[9]。
  - 沖縄東宝駐在員事務所開設[3]。
  - 7月8日、加山雄三主演『大学の若大将』が公開され、ヒット[2]。その後、加山主演の若大将シリーズは全19作品のシリーズとなった〔内訳は映画18本、連続ドラマ1本〕[2]。
  - 7月13日 - テアトル東京で『ベン・ハー』が洋画上映の最長記録、13か月半の記録を樹立して上映終了[8]。
  - 7月29日 - 新東宝、在庫旧作品330本のテレビ上映権を東京放送テレビ（現・TBS）と日本テレビの2社に売却[3][9]。
- 8月
  - 8月2日 - 新東宝、労働組合の申請による東京地裁の会社有体資産仮差押え命令をめぐる争議終結[3]。8月末に事実上倒産[3]。
  - 8月13日 - ニュー東映、『モーガン警部と謎の男』[22]を東映系にも同時配給[5]。
  - 8月15日 - 映画産業団体連合会（映団連）、NHK、民放の三者が、劇映画のテレビ放映について交渉が成立[8]。
- 9月
  - 東映教育映画部、世界で初めての8ミリフィルム光学録音方式のトーキー化に成功、事業化に着手[23]。
  - 9月1日 - 新東宝が3分割され、清算会社（貸スタジオ業）、製作会社「ニッポン・アート・フィルム」（NAC、11月15日設立）、配給会社「大宝」（9月1日設立）となる[3]。
  - 9月4日 - 東映・ニュー東映両系統の配給活動を一本化[5]。
  - 9月7日 - 第4回東宝映画祭（ハワイ・ロサンゼルス）に出席するために、清水社長、浜美枝らが出国[8]。
- 10月
  - 10月1日 - 江東楽天地、東京楽天地に改称[3][8][24][注 4]。
  - 10月17日 - 日本映画録音協会発足[25][9]。
- 11月
  - 11月1日
    - 日本初の70mm映画『釈迦』（大映）公開[6][9][26]。東京・有楽座でのロードショーは80日間の快記録を達成[27]。
    - 大阪・梅田会館に70mm映画を上映可能な梅田スカラ座が新規オープン[8]。
    - 東宝、大阪梅田・OS劇場の直営化解除、OSに返還[3]。

  - 11月15日 - 日本アート・シアター・ギルド（ATG）設立[6][9][8]。
  - 11月22日 - 東映、ニュー東映を解消、大作路線に移行[5]。
  - 11月27日 - 東宝・大映・日活の3社、日本映画製作者連盟（映連）差し押さえの新東宝3作品を各社1本配給することに決定[28]。
- 12月
  - 12月8日 - 東宝、松竹が京浜地区洋画興行における両社提携とそれに伴うT・Y（東宝洋画系）、S・Y（松竹洋画系）両チェーンの解体、拡大強化を共同発表[28]。東急シネスコ・チェーンを残し洋画一般封切館の3分の2が東宝による番組編成となる[28]。
  - 12月18日 - 『反逆児』（伊藤大輔監督）、時代劇で初の芸術祭賞を受賞[5]。
  - 12月23日 - ブロードウェイ・ミュージカルの映画化『ウエスト・サイド物語』が公開され超ヒットとなる[6][29]。73週（512日間）ロングラン[23][28]。

## 日本の映画興行
- 入場料金（大人）
  - 230円（東京の邦画封切館）[30]
  - 134円23銭（統計局『小売物価統計調査（動向編） 調査結果』[31]銘柄符号 9341「映画観覧料」）[32][注 5]
- 入場者数 8億6343万人[33]
- 興行収入 730億300万円[33]

| 配給会社 | 年間配給収入 (単位：百万円) | 前年対比 |
| -------- | --------------------------- | -------- |
| 松竹     | 4,007                       | 094.0%   |
| 東宝     | 4,822                       | 100.9%   |
| 大映     | 4,139                       | 089.8%   |
| 新東宝   | 376                         | 028.5%   |
| 東映     | 9,748                       | 100.0%   |
| 日活     | 6,455                       | 103.3%   |

出典: 東宝 編『東宝75年のあゆみ 1932 - 2007 資料編』（PDF）東宝、2010年4月、48頁。

## 各国ランキング

### 日本配給収入ランキング
| 順位 | 題名           | 配給 | 配給収入    |
| ---- | -------------- | ---- | ----------- |
| 1    | 椿三十郎       | 東宝 | 4億5010万円 |
| 2    | 赤穂浪士       | 東映 | 4億3500万円 |
| 3    | あいつと私     | 日活 | 4億0008万円 |
| 4    | 用心棒         | 東宝 | 3億5100万円 |
| 5    | 宮本武蔵       | 東映 | 3億0500万円 |
| 6    | 幽霊島の掟     | 東映 | 3億0200万円 |
| 7    | 銀座の恋の物語 | 日活 | 3億0000万円 |
| 8    | 堂堂たる人生   | 日活 | 2億8977万円 |
| 9    | アラブの嵐     | 日活 | 2億8800万円 |
| 10   | 世界大戦争     | 東宝 | 2億8499万円 |

出典:『キネマ旬報ベスト・テン85回全史 1924-2011』キネマ旬報社〈キネマ旬報ムック〉、2012年5月、180頁。ISBN 978-4873767550。
| 順位 | 題名                          | 製作国                            | 配給                       | 配給収入    |
| ---- | ----------------------------- | --------------------------------- | -------------------------- | ----------- |
| 1    | 荒野の七人                    | アメリカ合衆国の旗                | ユナイテッド・アーティスツ | 2億9640万円 |
| 2    | ウエスト・サイド物語          | アメリカ合衆国の旗                | ユナイテッド・アーティスツ | 2億9501万円 |
| 3    | ナバロンの要塞                | イギリスの旗 · アメリカ合衆国の旗 | コロンビア ピクチャーズ    | 2億8010万円 |
| 4    | スパルタカス                  | アメリカ合衆国の旗                | ユニバーサル・ピクチャーズ | 2億1334万円 |
| 5    | コマンチェロ                  | アメリカ合衆国の旗                | 20世紀フォックス           | 2億0467万円 |
| 6    | 風と共に去りぬ （リバイバル） | アメリカ合衆国の旗                | MGM                        | 1億9326万円 |
| 7    | 片目のジャック                | アメリカ合衆国の旗                | パラマウント映画           | 1億7361万円 |
| 8    | 栄光への脱出                  | アメリカ合衆国の旗                | ユナイテッド・アーティスツ | 1億6077万円 |
| 9    | ガン・ファイター              | アメリカ合衆国の旗                | ユニバーサル・ピクチャーズ | 1億3858万円 |
| 10   | 駅馬車 （リバイバル）         | アメリカ合衆国の旗                |                            | 1億2908万円 |

出典:『キネマ旬報ベスト・テン85回全史 1924-2011』キネマ旬報社〈キネマ旬報ムック〉、2012年5月、181頁。ISBN 978-4873767550。

### 北米興行収入ランキング
| 順位 | 題名                          | スタジオ                   | 興行収入    | 出典   |
| ---- | ----------------------------- | -------------------------- | ----------- | ------ |
| 1.   | ウエスト・サイド物語          | ユナイテッド・アーティスツ | $43,656,822 | [ 38 ] |
| 2.   | ナバロンの要塞                | コロンビア ピクチャーズ    | $28,900,000 | [ 39 ] |
| 3.   | エル・シド                    | アライド・アーティスツ     | $26,600,000 | [ 40 ] |
| 4.   | うっかり博士の大発明 フラバァ | ウォルト・ディズニー       | $25,381,407 | [ 41 ] |
| 5.   | 罠にかかったパパとママ        | ウォルト・ディズニー       | $25,150,385 | [ 42 ] |
| 6.   | 甘い生活                      | Koch-Lorber Films          | $19,516,000 |        |
| 7.   | 恋人よ帰れ                    | ユニバーサル映画           | $16,937,969 | [ 43 ] |
| 8.   | キング・オブ・キングス        | MGM                        | $14,483,352 | [ 44 ] |
| 9.   | 101匹わんちゃん               | ウォルト・ディズニー       | $14,000,000 | [ 45 ] |
| 10.  | 草原の輝き                    | ワーナー・ブラザース       | $11,426,000 |        |

## 日本公開映画
1961年の日本公開映画を参照。

## 受賞
- 第34回アカデミー賞
  - 作品賞 - 『ウエスト・サイド物語』
  - 監督賞 - ロバート・ワイズ、ジェローム・ロビンス（『ウエスト・サイド物語』）
  - 主演男優賞 - マクシミリアン・シェル（『ニュールンベルグ裁判』）
  - 主演女優賞 - ソフィア・ローレン（『ふたりの女』）
- 第19回ゴールデングローブ賞
  - 作品賞 (ドラマ部門) - 『ナバロンの要塞』
  - 主演女優賞 (ドラマ部門) - ジェラルディン・ペイジ（『肉体のすきま風』）
  - 主演男優賞 (ドラマ部門) - マクシミリアン・シェル（『ニュールンベルグ裁判』）
  - 作品賞 (ミュージカル・コメディ部門) - 『A Majority of One』、『ウエスト・サイド物語』
  - 主演女優賞 (ミュージカル・コメディ部門) - ロザリンド・ラッセル（『A Majority of One』）
  - 主演男優賞 (ミュージカル・コメディ部門) - グレン・フォード（『ポケット一杯の幸福』）
  - 監督賞 - スタンリー・クレイマー（『ニュールンベルグ裁判』）
- 第27回ニューヨーク映画批評家協会賞 - 『ウエスト・サイド物語』
- 第14回カンヌ国際映画祭
  - パルム・ドール - 『ビリディアナ』（ルイス・ブニュエル）、『かくも長き不在』（アンリ・コルピ）
  - 監督賞 - ユーリア・ソーンツェワ（『戦場』）
  - 男優賞 - アンソニー・パーキンス（『さよならをもう一度』）
  - 女優賞 - ソフィア・ローレン（『ふたりの女』）
- 第22回ヴェネツィア国際映画祭
  - 金獅子賞 - 『去年マリエンバートで』 (アラン・レネ)
  - 男優賞 - 三船敏郎 (『用心棒』)
  - 女優賞 - シュザンヌ・フロン ("Tu ne tueras point")
- 第11回ベルリン国際映画祭
  - 金熊賞 - 『夜』 (ミケランジェロ・アントニオーニ)
  - 銀熊賞 - Makkers staakt uw wild geraas" (フォンス・ラデメーカーズ)
  - 銀熊賞（監督賞） - ベルンハルト・ヴィッキ ("Das Wunder des Malachias")
  - 銀熊賞（男優賞） - ピーター・フィンチ ("No Love for Johnnie")
  - 銀熊賞（女優賞） - アンナ・カリーナ (『女は女である』)
- 第12回ブルーリボン賞
  - 作品賞 - 『豚と軍艦』
  - 主演男優賞 - 三船敏郎（『用心棒』『価値ある男』）
  - 主演女優賞 - 若尾文子（『女は二度生まれる』『妻は告白する』『婚期』）
  - 監督賞 - 伊藤大輔（『反逆児』）
- 第35回キネマ旬報ベスト・テン
  - 外国映画第1位 - 『処女の泉』
  - 日本映画第1位 - 『不良少年』
- 第16回毎日映画コンクール
  - 日本映画大賞 - 『人間の條件 (完結編)』
- 第16回文部省芸術祭賞
  - 映画部門（日本劇映画） - 『反逆児』
  - 映画部門（日本記録映画） - 『山かげに生きる人たち』[46]
  - 映画部門（外国映画） - 該当作なし[47][48]

## 誕生
- 1月3日 - 柳葉敏郎、日本の俳優
- 1月24日 - ナスターシャ・キンスキー、ドイツの女優
- 1月27日 - 江森浩子、日本の声優
- 1月31日 - 石野真子、日本の歌手・女優
- 3月4日 - 浅野温子、日本の女優
- 3月31日 - 戸川純、日本の女優
- 4月1日 - 高橋克実、日本の俳優
- 4月1日 - 羽場裕一、日本の俳優
- 4月3日 - エディ・マーフィ、アメリカの俳優
- 4月21日 - 今井雅之、日本の俳優（+2015年）
- 4月29日 - 立木文彦、日本の声優
- 5月6日 - ジョージ・クルーニー、アメリカの俳優
- 5月12日 - 渡辺徹、日本の俳優
- 5月24日 - 哀川翔、日本の俳優
- 6月7日 - 手塚理美、日本の女優
- 6月9日 - マイケル・J・フォックス、アメリカの俳優
- 6月13日 - 宮脇康之、日本の俳優
- 6月17日 - 山寺宏一、日本の声優
- 6月28日 - 遠藤憲一、日本の俳優
- 7月8日 - 三谷幸喜、日本の脚本家
- 7月19日 - 中田秀夫、日本の映画監督
- 8月4日 - 美保純、日本の女優
- 8月5日 - 藤吉久美子、日本の女優
- 8月9日 - 三木聡、日本の映画監督
- 8月10日 - 梨本謙次郎、日本の俳優
- 8月23日 - 高橋ひとみ、日本の女優
- 9月18日 - 中井貴一、日本の俳優
- 9月26日 - 光石研、日本の俳優
- 10月4日 - 浅野妙子、日本の脚本家
- 10月15日 - キムラ緑子、日本の女優
- 10月17日 - 賀来千香子、日本の女優
- 10月31日 - ピーター・ジャクソン、ニュージーランドの映画監督
- 11月14日 - D・B・スウィーニー、アメリカの俳優
- 11月19日 - メグ・ライアン、アメリカの女優
- 11月28日 - 小木茂光、日本の俳優
- 12月24日 - 北川悦吏子、日本の脚本家
- 12月26日 - 川原和久、日本の俳優
- 12月26日 - 堤大二郎、日本の俳優

## 死去
| 日付 | 日付 | 名前                   | 国籍               | 年齢 | 職業               |
| 2月  | 2日  | アンナ・メイ・ウォン   | アメリカ合衆国の旗 | 56   | 女優               |
| 2月  | 17日 | ニタ・ナルディ         | アメリカ合衆国の旗 | 63   | 女優               |
| 2月  | 21日 | 赤木圭一郎             | 日本の旗           | 21   | 俳優               |
| 5月  | 13日 | ゲイリー・クーパー     | アメリカ合衆国の旗 | 60   | 俳優               |
| 5月  | 21日 | 花井蘭子               | 日本の旗           | 42   | 女優               |
| 6月  | 17日 | ジェフ・チャンドラー   | アメリカ合衆国の旗 | 42   | 俳優               |
| 7月  | 28日 | 大藤信郎               | 日本の旗           | 61   | アニメーション作家 |
| 8月  | 4日  | モーリス・トゥルヌール | フランスの旗       | 88   | 映画監督           |
| 8月  | 27日 | ゲイル・ラッセル       | アメリカ合衆国の旗 | 36   | 女優               |
| 8月  | 30日 | チャールズ・コバーン   | アメリカ合衆国の旗 | 84   | 俳優               |
| 9月  | 20日 | アンジェイ・ムンク     | ポーランドの旗     | 10   | 映画監督           |
| 9月  | 22日 | マリオン・デイヴィス   | アメリカ合衆国の旗 | 64   | 女優               |
| 10月 | 11日 | チコ・マルクス         | アメリカ合衆国の旗 | 74   | 喜劇俳優           |
| 10月 | 18日 | 青木鶴子               | 日本の旗           | 69   | 女優               |
| 11月 | 24日 | ルース・チャッタートン | アメリカ合衆国の旗 | 67   | 女優               |
| 12月 | 18日 | フリードリヒ・ドミン   | ドイツの旗         | 59   | 俳優               |